# Bonded by Blood
Bonded by Blood es el álbum debut de la banda estadounidense de thrash metal, Exodus. Se tituló originalmente A Lesson in Violence, pero cambió su nombre cuando no se pudo encontrar una idea adecuada para la portada. Una copia anticipada en formato casete del álbum (con el título original) se distribuyó ampliamente una vez que se completó la grabación a fines del verano de 1984, creando una gran expectativa antes del lanzamiento oficial. Sin embargo, el lanzamiento se retrasó debido a problemas con su discográfica.
Es considerado uno de los discos de thrash metal que más ha influenciado la escena. También es el único disco de estudio que presenta a Paul Baloff como vocalista, aunque también estuvo en la demo de 1982. La portada original del disco era una ilustración de dos gemelos, uno bueno y otro malo, unidos por la espalda. Esta portada después fue reemplazada con el logo de la banda y una imagen en rojo y negro de una multitud. El álbum fue remasterizado y relanzado por Century Media en 1999 en Europa solamente, con dos pistas en vivo del relanzamiento de Combat Records en 1989, presentando a Steve Souza en voz. Este relanzamiento presentó la portada original. En 2008 se publicó otro relanzamiento con el baterista Tom Hunting y el vocalista Rob Dukes, pero bajo el nombre de Let There be Blood en el cual se regrabó el disco completo.

## Lista de canciones
1. "Bonded By Blood" – 3:47
2. "Exodus" – 4:08
3. "And Then There Were None" – 4:08
4. "A Lesson In Violence" – 3:49
5. "Metal Command" – 4:16
6. "Piranha" – 3:50
7. "No Love" – 5:11
8. "Deliver Us To Evil" – 7:10
9. "Strike Of The Beast" – 3:56

### Pistas Bonus
Ambos, el lanzamiento por parte de Combat Records de 1989 y en lanzamiento por parte Century Media en 1999, presentan las siguientes pistas bonus con Steve Souza en vocales. Fueron grabadas en Londres, el 8 de marzo de 1989.
1. "And Then There Were None (En vivo)" - 4:51
2. "A Lesson In Violence (En vivo)" - 3:26

Tiempo total de Reproducción: 49:12

## Alineación
- Paul Baloff (Voz)
- Gary Holt (Guitarra)
- Rick Hunolt (Guitarra)
- Rob McKillop (Bajo)
- Tom Hunting (Batería)